# Château de Rochetaillée-sur-Saône
Le château de Rochetaillée est un ancien château fort, du XIIe siècle, remanié au XIXe siècle, qui se dresse sur la commune de Rochetaillée-sur-Saône dans la Métropole de Lyon en région Auvergne-Rhône-Alpes. Le château abrite le musée de l'automobile Henri-Malartre.

## Situation
Le château de Rochetaillée est situé dans la métropole de Lyon sur la commune de Rochetaillée-sur-Saône. Bâti sur un éperon du plateau de la Dombes, au nord du bourg, il domine, d'un côté, la vallée de la Saône, et de l'autre, le vallon des Échets.

## Histoire
Un premier château est construit au XIIe siècle. En 1151, Étienne, sire de Villars engage la seigneurie, le château de Rochetaillée et un péage, pris en fief de Girin, abbé de l'Île Barbe en 1150, à l'Église de Lyon.
À partir du XIVe siècle, le fief, situé en franc-Lyonnais, petit territoire bénéficiant d'une exemption fiscale, devient une « obéance », forme de juridiction religieuse.
En 1562, la demeure, mal entretenue par les « mansionnaires » (membres du chapitre, habitant Rochetaillée), est ravagée par un incendie lors d'une attaque des Huguenots. Dans la première moitié du XVIIe siècle, des fléaux s'abattent sur la seigneurie : la peste entre 1628 et 1629, puis les inondations, en 1636. Toujours au XVIIe siècle, le mansionnaire Antoine de Foudras répare la chapelle puis le château. Une nouvelle chapelle, achevée en 1716, est construite par François de Foudras.
En 1790, l'ensemble est vendu comme bien national ; le château tombe alors en ruine. En 1892, Pierre Claude Bellingard, photographe lyonnais, réalise une première restauration. Après avoir acquis le château en 1902, Jean Joseph Clerc poursuit sa restauration. C'est en 1959 que Henri Malartre achète le château ; il y inaugure l'année suivante son Musée de l'Automobile.
Depuis 1972, le château est la propriété de la ville de Lyon.

## Description
De l'époque médiévale, ne subsistent que la porte romane donnant accès à la tour ronde et la chapelle castrale.
La tour octogonale de l'escalier à vis, et les cheminées et le plafond à la française du rez-de-chaussée datent du XVe siècle ; c'est également à cette époque que le système de défense est renforcé. La chapelle a été construite au XVIIIe siècle. 

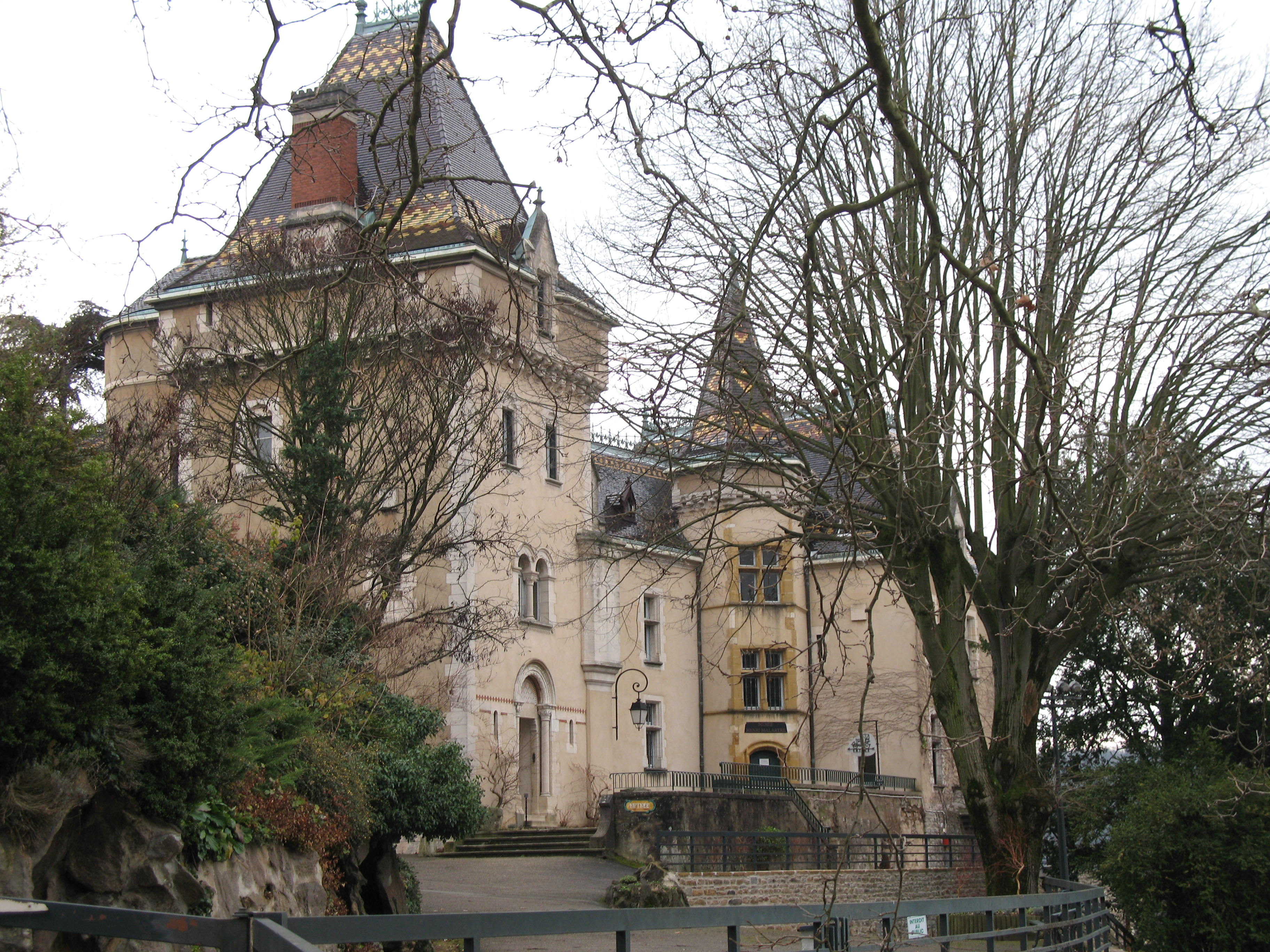
Entrée actuelle.
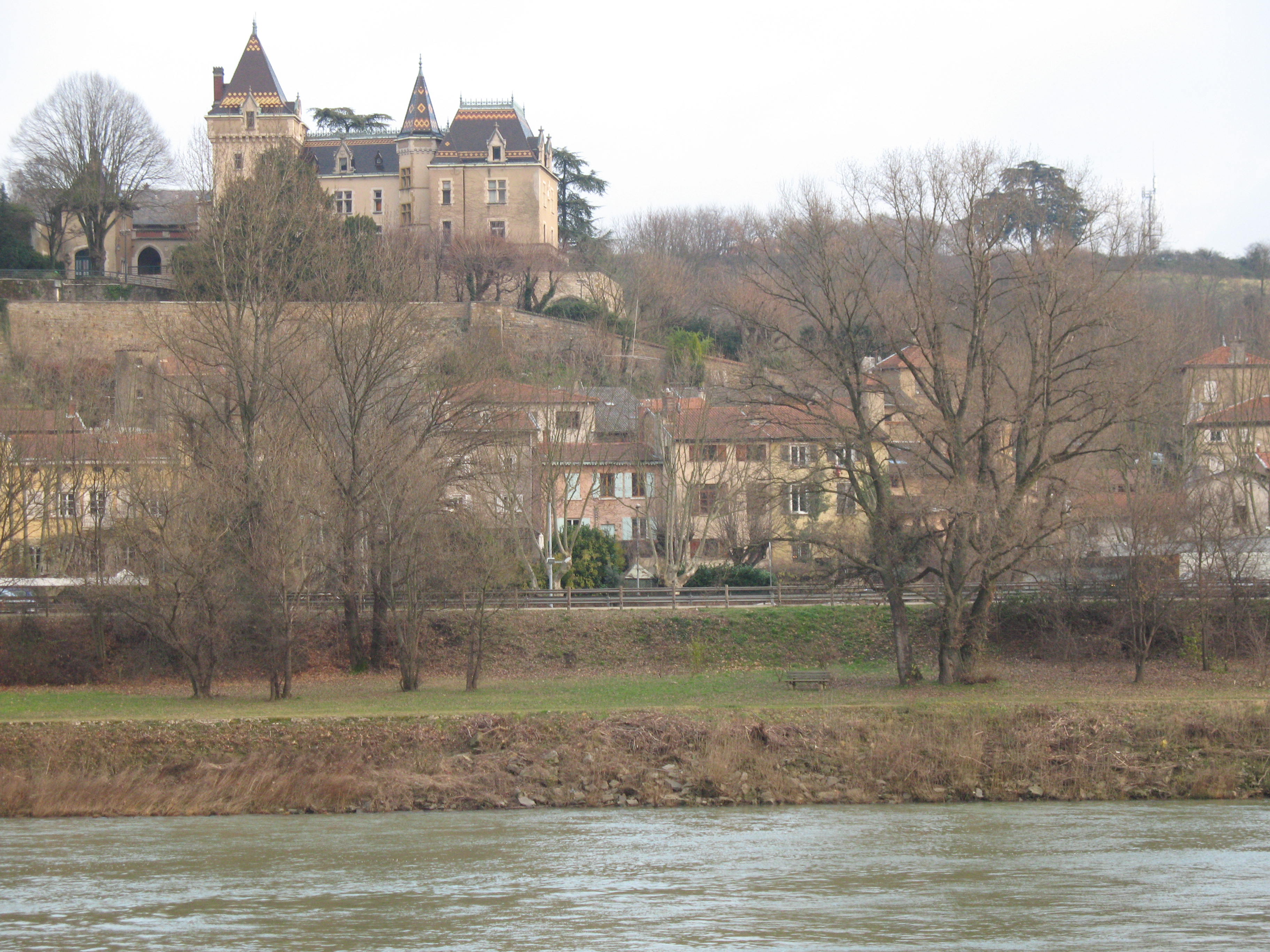
Le château dominant la Saône.
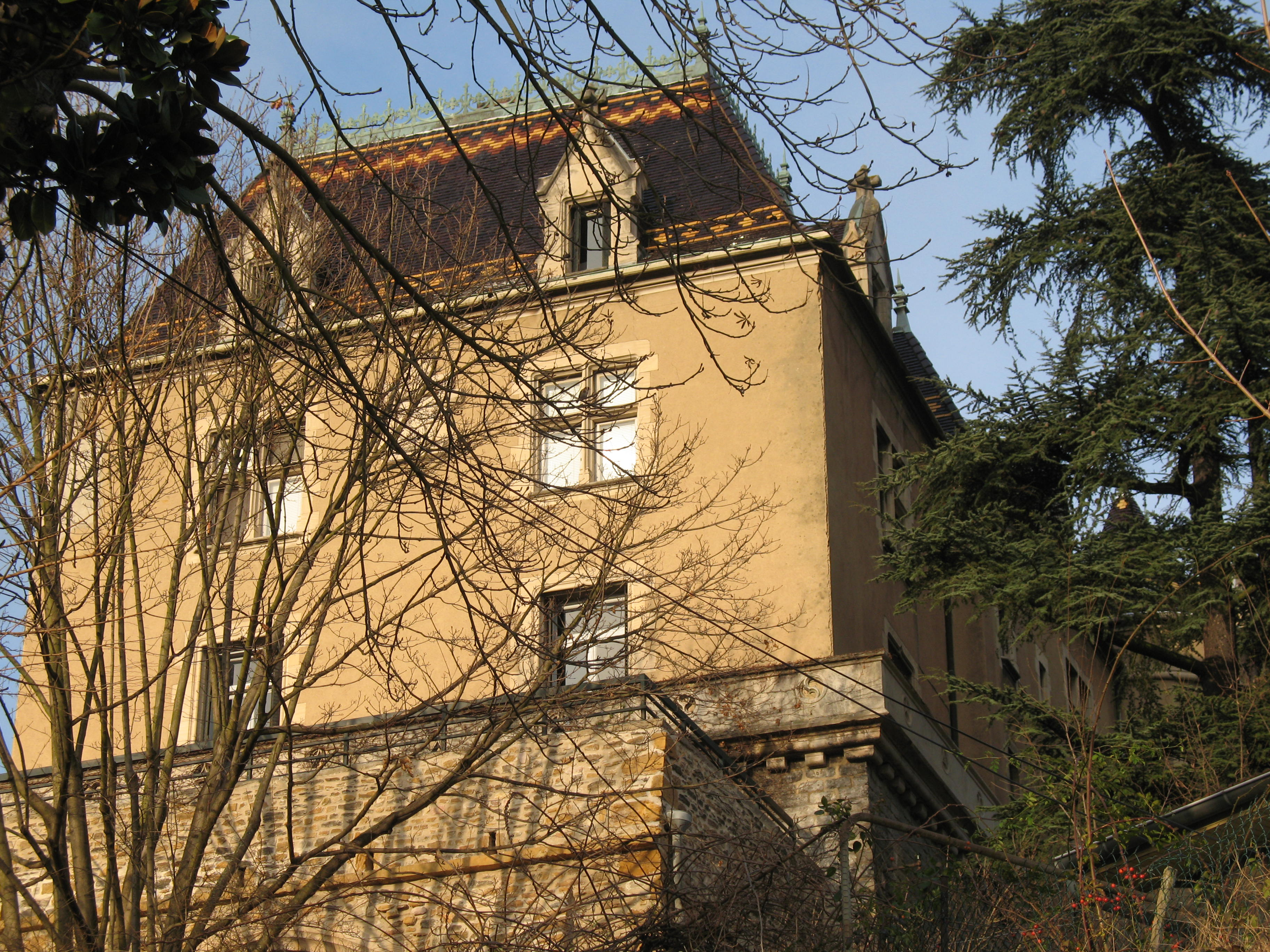
Détail d'un pavillon.
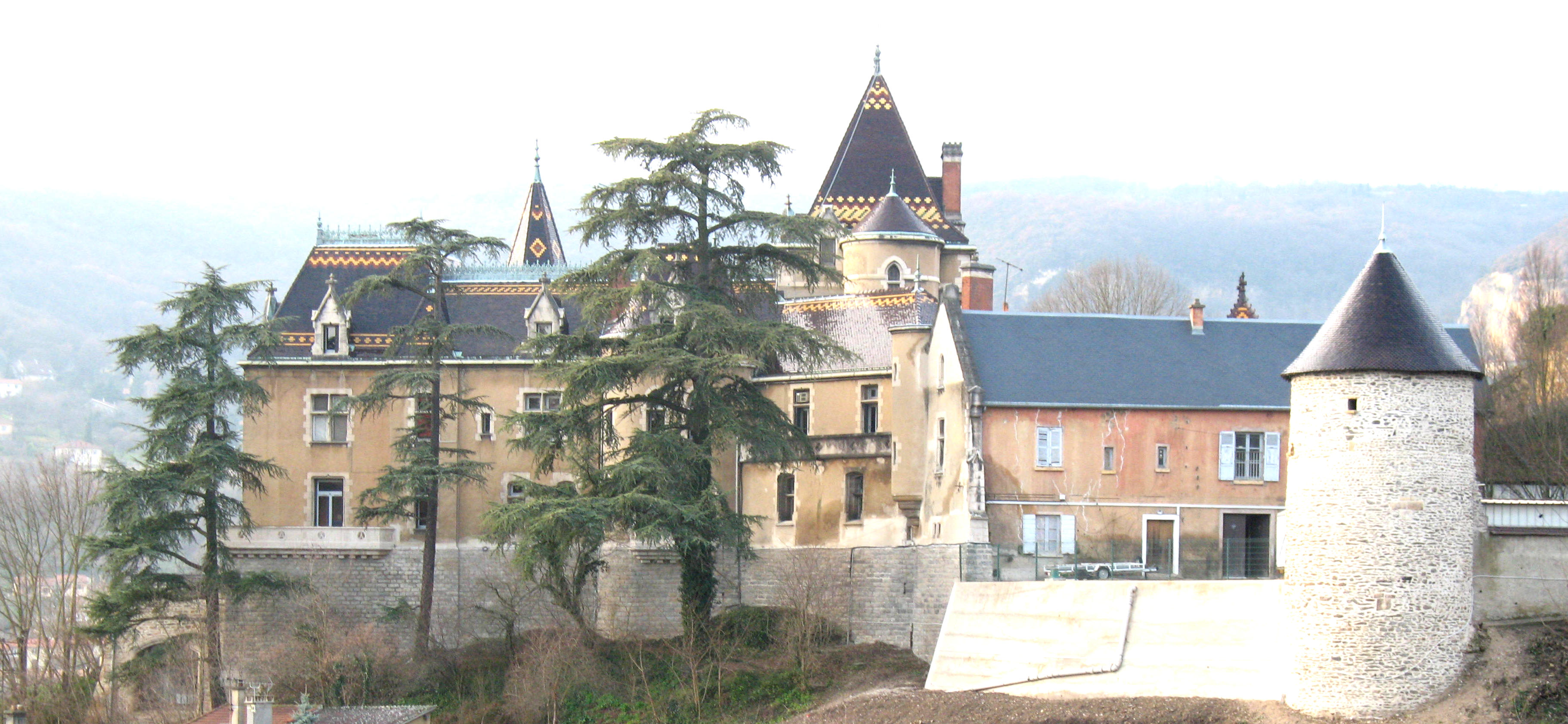
Vue depuis le vallon des Échets.